# 주사위의 신

## 개요
《주사위의 신》은 조이시티가 자체 개발한 모바일 보드게임이다. 2015년 10월 15일 글로벌 동시 출시되었다.